# Tour de Flandes 2004
L'edició del 2004 de la clàssica ciclista Tour de Flandes es disputà el 4 d'abril del 2004. En una fuga que també incloïa Leif Hoste i Dave Bruylandts l'alemany del T-Mobile Steffen Wesemann va endur-se l'esprint per la victòria.

## Classificació general
|    | Ciclista         | Equip                            | Temps     |
| -- | ---------------- | -------------------------------- | --------- |
| 1  | Steffen Wesemann | T-Mobile Team                    | 6h 39'00" |
| 2  | Leif Hoste       | Lotto-Domo                       | m. t.     |
| 3  | Dave Bruylandts  | Chocolade Jacques-Wincor Nixdorf | m. t.     |
| 4  | Léon van Bon     | Lotto-Domo                       | + 28"     |
| 5  | Erik Dekker      | Rabobank                         | m. t.     |
| 6  | Andreas Klier    | T-Mobile Team                    | m. t.     |
| 7  | Rolf Aldag       | T-Mobile Team                    | + 1'09"   |
| 8  | Frank Høj        | Team CSC                         | + 1'16"   |
| 9  | Paolo Bettini    | Quick Step-Davitamon             | m. t.     |
| 10 | George Hincapie  | US Postal                        | m. t.     |